# Premio Peter Debye
El Premio Peter Debye en Química Física es otorgado anualmente, desde 1962, por la Sociedad Americana de Química "para fomentar y recompensar investigaciones sobresalientes en el campo de la química física". El premio es llamado así en honor a Peter Debye y otorgado sin importar la edad o la nacionalidad.
En 1960, el premio fue donado por Humble Oil and Refining Co., desde 1970 hasta 1976 por ExxonMobil y desde 1979 por DuPont Corporation. Entre 1977 y 1980 no se entregaron premios.

## Premiados
- 1962: E. Bright Wilson, Jr.
- 1963: Robert S. Mulliken
- 1964: Henry Eyring
- 1965: Lars Onsager
- 1966: Joseph O. Hirschfelder
- 1967: Joseph E. Mayer
- 1968: George B. Kistiakowsky
- 1969: Paul J. Flory
- 1970: Oscar K. Rice
- 1971: Norman Davidson
- 1972: Clyde A. Hutchison, Jr.
- 1973: William N. Lipscomb, Jr.
- 1974: Walter H. Stockmayer
- 1975: Herbert S. Gutowsky
- 1976: Robert W. Zwanzig
- 1981: Richard B. Bernstein
- 1982: Peter M. Rentzepis
- 1983: George C. Pimentel
- 1995: John C. Tully
- 1996: Ahmed Zewail
- 1997: Robin M. Hochstrasser
- 1998: Graham R. Fleming
- 1999: Jesse L. Beauchamp
- 2000: Peter G. Wolynes
- 2001: John Ross
- 2002: Giacinto Scoles
- 2003: William H. Miller
- 2004: W. Carl Lineberger
- 2005: Stephen R. Leone
- 2006: Donald Truhlar
- 2007: John T. Yates, Jr.
- 2008: Michael L. Klein
- 2009: Richard J. Saykally
- 2010: George Schatz
- 2011: Louis E. Brus
- 2012: David Chandler
- 2013: William E. Moerner
- 2014: Henry F. Schaefer III
- 2015: Xiaoliang Sunney Xie
- 2016: Mark A. Ratner